# Modicus
Modicus es un género de peces de la familia Gobiesocidae, del orden Gobiesociformes. Este género marino fue descrito científicamente en 1983 por Graham S. Hardy.

## Especies
Especies reconocidas del género:
- Modicus minimus Hardy, 1983
- Modicus tangaroa Hardy, 1983